# Crocomela minima
Crocomela minima là một loài bướm đêm thuộc phân họ Arctiinae, họ Erebidae.